# Corentin Cariou (Métro Paris)
Der U-Bahnhof Corentin Cariou [kɔʁɑ̃tɛ̃ kaʁju] ist eine unterirdische Station der Linie 7 der Pariser Métro.

## Lage
Die Station befindet sich im Quartier du Pont-de-Flandre des 19. Arrondissements von Paris. Sie liegt längs unter der Avenue de Flandre in Höhe der Brücke der Eisenbahnstrecke Petite Ceinture.

## Name

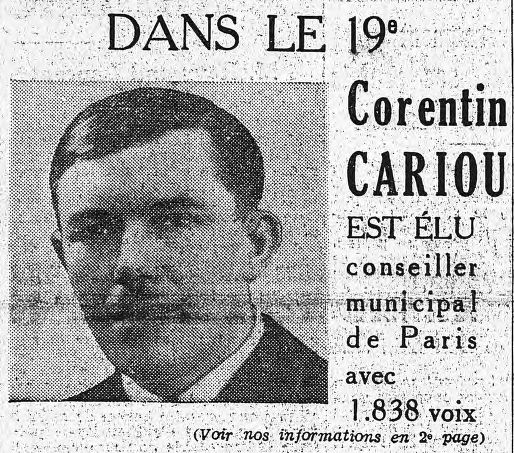
Corentin Cariou, 1938

Den Namen gibt die nordöstlich an die Avenue de Flandre anschließende Avenue Corentin Cariou. Der Kommunist Corentin Cariou (1898–1942), ein Mitglied des Stadtrats des 19. Arrondissements, wurde am 7. März 1942 von den deutschen Besatzern ermordet.
Bis zum 2. Oktober 1946 hieß die Station nach der Avenue du Pont-de-Flandre (1946 in Avenue Corentin Cariou umbenannt) „Pont de Flandre“. Die Brücke Pont de Flandre führt im Zug der Straße ins Département Nord (historisch: Flandre française) in unmittelbarer Nähe über den Canal Saint-Denis.

## Geschichte und Beschreibung
Die Station wurde am 11. November 1910 in Betrieb genommen, sechs Tage nachdem der erste Abschnitt der Linie 7 von Opéra bis Porte de la Villette eröffnet worden war. Zwischen 1911 und 1967 teilte sich die Linie 7 ab dem U-Bahnhof Louis Blanc, wobei die von Süden kommenden Züge abwechselnd einen der beiden Äste befuhren. Die Station Pont de Flandre bzw. Corentin Cariou wurde daher nur von jedem zweiten Zug der Linie angefahren. Dieser Zustand dauerte bis zum 3. Dezember 1967, als der östliche Ast zur eigenständigen Linie 7bis wurde.
Sie liegt unter einem elliptischen Gewölbe, die Decke und die Wände sind weiß gefliest. Mit 75 m weist sie die ursprüngliche Pariser Standardlänge, ausreichend für Fünf-Wagen-Züge, auf. Die beiden Streckengleise werden von zwei Seitenbahnsteigen flankiert.
Die zwei Zugänge liegen beiderseits der Avenue Corentin Cariou nördlich der o. g. Eisenbahnbrücke. Sie sind jeweils durch einen Mast markiert, der ein gelbes „M“ in einem Doppelkreis trägt.

## Fahrzeuge
Auf der Linie 7 verkehren konventionelle Züge, die auf Stahlschienen laufen. Bis 1971 waren es grün lackierte Fahrzeuge der Bauart Sprague-Thomson, die für die folgenden acht Jahre durch die Baureihe MF 67 abgelöst wurden. 1979 wurden letztere durch Fünf-Wagen-Züge der Baureihe MF 77 ersetzt.

## Umgebung

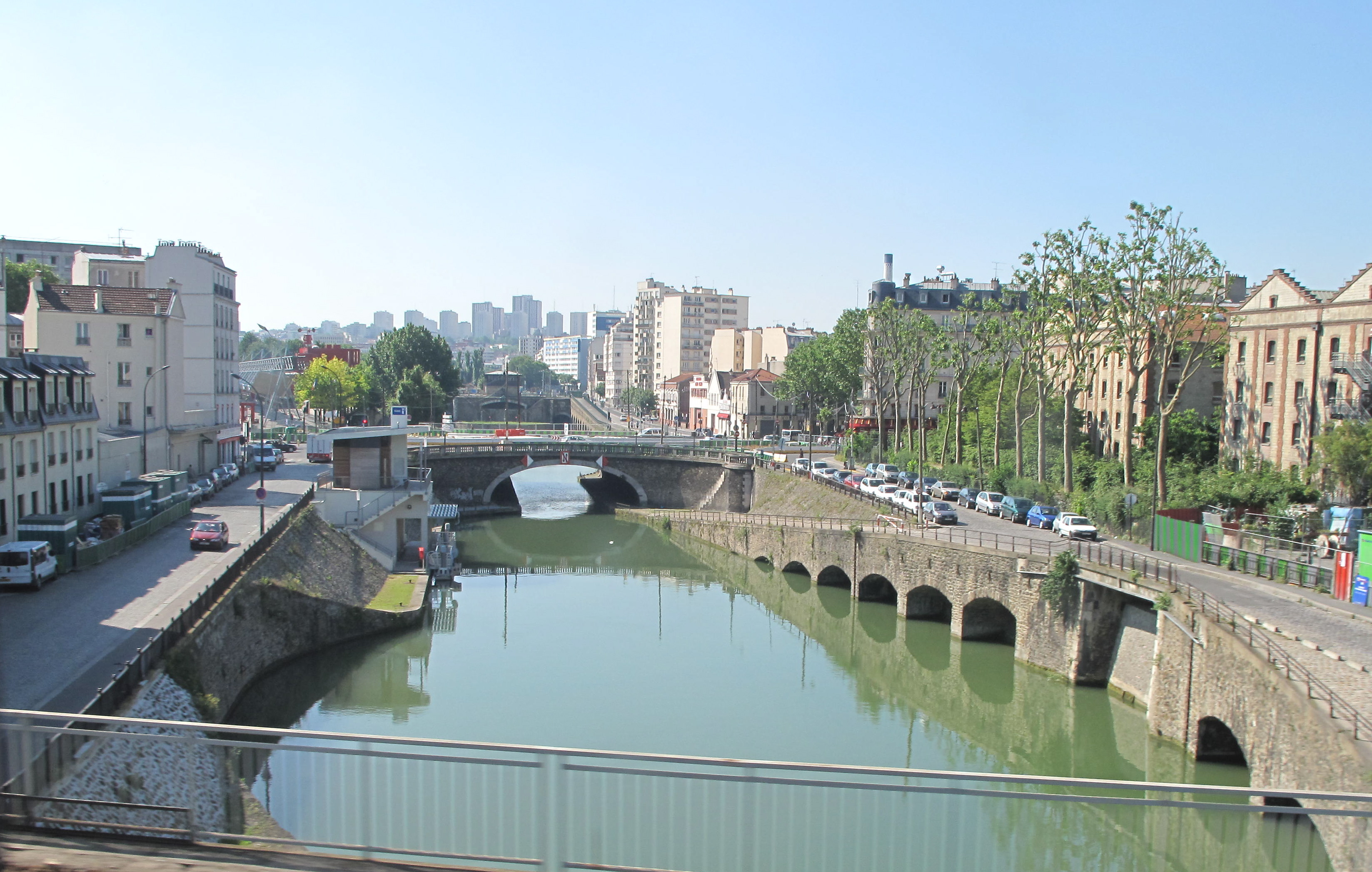
Canal Saint-Denis und Pont de Flandre

- Canal Saint-Denis